# Lee Vining (Kalifornija)
Lee Vining je naseljeno područje za statističke svrhe u američkoj saveznoj državi Kalifornija. Prema popisu stanovništva iz 2010. u njemu je živjelo 222 stanovnika.